# Gálvez (kommunhuvudort)
Gálvez är en kommunhuvudort i Spanien.   Den ligger i provinsen Toledo och regionen Kastilien-La Mancha, i den centrala delen av landet, 90 km sydväst om huvudstaden Madrid. Gálvez ligger 713 meter över havet och antalet invånare är 3 363.
Terrängen runt Gálvez är huvudsakligen platt, men åt nordost är den kuperad.Runt Gálvez är det ganska glesbefolkat, med 28 invånare per kvadratkilometer. Närmaste större samhälle är La Puebla de Montalbán, 19,3 km norr om Gálvez. Trakten runt Gálvez består till största delen av jordbruksmark.